# 52 Batalion Łączności
52 batalion łączności (52 bł) – samodzielny pododdział  łączności ludowego Wojska Polskiego.
Batalion został sformowany w 1949 roku w garnizonie Wrocław, w składzie 2 Korpusu Pancernego. W 1951 roku pododdział został podporządkowany dowódcy 2 Korpusu Zmechanizowanego, a w 1955 roku ponownie dowódcy 2 Korpusu Pancernego. W 1956 roku jednostka została rozformowana.

## Struktura organizacyjna
- dowództwo
- kompania dowodzenia (pluton dowodzenia i samochodów pancernych, stacja telegraficzna, centrala telefoniczna, pluton ruchomych środków łączności)
- kompania radiowa (dwa plutony radiostacji, ekspedycja radiowa, drużyna telefoniczna)
- kompania szkolna
- pluton telefoniczno-kablowy
- warsztaty i magazyn techniczny (etat 14/31)